# Rombauer E. Roderick
Rombauer E. Roderick (Névvariánsok: Rombauer Roderik, Rombauer Emil Roderik) (Szelesztó, Munkács mellett, Magyar Királyság, 1833. május 9. — St. Louis, Missouri, USA, 1924. március 26.) magyar honvéd, majd kapitány az amerikai polgárháborúban. A polgári életben vasúti mérnök, ügyvéd.

## Életútja
Munkács mellett született, a pozsonyi evangélikus gimnáziumban tanult.
Rombauer E. Roderick fiatal fiúként mint honvéd vett részt az 1848-49-es magyar szabadságharcban apjával, Rombauer Tivadarral s két férfitestvérével, Rombauer Gyula Róberttel és Rombauer Richárddal, Richárd bátyja hősi halált halt az 1849-es vízaknai ütközetben. A világosi fegyverletétel után a megtorlások miatt emigrálniuk kellett. Az emigráció után a Rombauerek beilleszkedtek az amerikai polgári életbe, s nagy megbecsülést vívtak ki maguknak. Puritán életmódjuk, szorgalmuk, hasznos tevékenységeik, majd az amerikai polgárháborúban való részvételük csak növelte a család jó hírnevét. Mind a négy hadra fogható Rombauer férfi (Rombauer Rafael Guidó, Rombauer E. Roderick, Rombauer Gyula Róbert, Rombauer Roland) önként vállalt katonai szolgálatot az unionisták oldalán.
Rombauer E. Roderick az 1. missouri önkéntes gyalogezredben mint közlegény teljesített szolgálatot, később az U. S. tartalék hadosztály első ezredében kapitány lett. Szerződésének lejárta után újabb polgárőr-alakulatok szervezésében vett részt, a Délkelet-Missouriban tartó harcokban századosi rangban teljesített szolgálatot. Délkelet-Missouriban megbetegedett, hastifuszt kapott, felgyógyulása után újra szolgálatba lépett. Az amerikai polgárháború után St. Louisban városi bíróként, majd a Circuit Court és a fellebbezési bíróság bírájaként működött. Sokáig jogtanácsosa volt az iskolaszéknek. Kiváló szónok és publicista, Missouri állam egyik legkiválóbb jogásza volt. Főleg németek közt élt, de a magyarokkal is tartotta a kapcsolatot, Kossuth Lajos 1894-ben bekövetkezett halála alkalmából ő mondott beszédet a St. Louis-i magyaroknak. 1896-ban mint az amerikai magyar küldöttség egyik tagja hazalátogatott a millenniumi ünnepségekre, magyar és angol nyelven is beszédet mondott Budapesten Széchenyi István szobránál. Ugyanezen alkalomból módot talált arra, hogy Visegrádon a magányosan élő Görgei Artúrt meglátogassa, egy teljes napot töltött a magyar szabadságharc fővezérénél.
Önéletrajzát 1903-ban adta közre angol nyelven.

## Magánélete
Házas ember volt, hat gyermek apja, egyik fia kiváló Saint Louis-i ügyvéd lett, s tartotta a kapcsolatot a magyarokkal.

## Kötete
- The history of a life. Washington, 1903. (Rombauer E. Roderick önéletrajza, cikkeivel és költeményeivel a szövegben.)

## Emlékezete
Butler megyében (Missouri) egy kisváros viseli nevét, mivel éppen Rombauer E. Roderick volt az, aki elsőként ragaszkodott ahhoz, hogy az említett helyen várost alapítsanak.